# Badminton 1900
Höhepunkt des Badmintonjahres 1900 waren die All England, welche zum zweiten Mal ausgetragen wurden.
==Internationale Veranstaltungen ==
| Veranstaltung | Herreneinzel    | Dameneinzel      | Herrendoppel                 | Damendoppel                     | Mixed                    |
| ------------- | --------------- | ---------------- | ---------------------------- | ------------------------------- | ------------------------ |
| All England   | Sydney H. Smith | Ethel B. Thomson | H. L. Mellersh F. S. Collier | Meriel Lucas Mary Violet Graeme | D. Oakes Daisey St. John |

## Terminkalender
| Veranstaltung | Ort    | Datum                  |
| ------------- | ------ | ---------------------- |
| All England   | London | 18. bis 19. April 1900 |